# Robert de Courçon
Robert de Courçon (parfois orthographié Courson) est un cardinal anglais, né à Kedleston vers 1160, et mort à Damiette en 1218. 

## Biographie
Il étudie à Oxford, Paris et Rome, avant de devenir en 1211 chancelier de l'université de Paris. Le pape Innocent III le fait cardinal en 1212. La même année, il réunit un concile à Paris dans la cathédrale Notre-Dame, à l'issue duquel un code de réforme est promulgué, contenant 20 canons pour les clercs, 27 pour les moines, 21 pour les moniales, 21 pour les évêques 64 pour le règlement de la vie des ecclésiastiques. Il prêche la cinquième croisade en France ainsi que celle contre les Albigeois, comme légat du pape.
En août 1215, il donne ses statuts à l'université de Paris. 
Il meurt pendant le siège de Damiette en 1218.

## Écrits
- Traité  de usura..., 102.p. éd Lille, 1902, éditeur scientifique Georges-Joseph Lefèvre

## Homonymes
- Denis de Courson (Courçon) (?-1412), diocèse de Chartres, famille originaire d'Angleterre, fixée en France (noblesse), en 1398 chanoine de Notre-Dame de Paris, sous-chantre (1398-1412).
- Élie de Courson (v.1320-1361), diocèse de Chartres, 1342 maître ès arts ; 1344 chanoine de Notre-dame de Paris ; 1348 docteur en théologie, pénitencier du chapitre de Notre-Dame (1348-1363); chanoine de Sens, doyen de Saint-Germain-l'Auxerrois[1].